# Pierre-Elie Bergier
Pour les articles homonymes, voir Bergier.
Jean-Pierre-Elie Bergier, couramment appelé Pierre-Elie Bergier, né le 26 juin 1743 à Lausanne et mort le 24 novembre 1822 dans la même ville, est un homme politique vaudois.

## Biographie
Protestant, originaire de Lausanne, Seigneur de Vuarrens, il est le fils de Jean-Jacob, justicier et banneret de la Cité, et de Madeleine Françoise Barbey. Il épouse Jeanne Elisabeth Albertine Diedey. Le couple se fait construire dans les années 1770 la maison de maître des Tilleuls à Renens, dessinée par l’architecte Gabriel Delagrange. Pierre-Elie Bergier est boursier de Lausanne entre 1777 et 1781 et entre 1785 et 1788, puis banneret de la Cité dès 1785.

### Révolution vaudoise
En janvier 1798, Pierre-Elie Bergier se range du côté des révolutionnaires décidés à libérer le canton de Vaud de l'administration bernoise et siège au Comité de surveillance. Il devient membre puis président de l'Assemblée provisoire du Pays de Vaud. Élu le 15 mars 1798, 10 jours après la chute du gouvernement bernois, à la Chambre administrative du canton du Léman (avec Pierre-Maurice Glayre – président, Henri Monod, Isaac Louis Auberjonois et Vincent Perdonnet), il est en outre entre 1802 et 1803 membre de la commission chargée de l'exécution de l'Acte de Médiation attribuant une nouvelle constitution à la Suisse et en 1803 de la Commission intérimaire,,.
Il est député au Grand Conseil vaudois entre 1803 et 1813 et de 1814 à sa mort en 1822, membre du Petit Conseil vaudois entre 1803 et 1814, puis Conseiller d'État vaudois de 1814 à sa mort en 1822,.